# Fennesz
Christian Fennesz (Neusiedl am See, 25 december 1962), bekend onder zijn artiestennaam Fennesz, is een Oostenrijks gitarist en componist in de elektronische muziek.
Fennesz gebruikt gitaren en laptops voor zijn composities, die worden gemixt met korte samples van klikjes en witte ruis. Fennesz leeft en werkt momenteel in Wenen.

## Biografie
Fennesz werd geboren in Neusiedl am See in Oostenrijk en studeerde muziek op de kunstacademie. Hij begon met het spelen van gitaar rond zijn achtste leeftijd, en speelde aanvankelijk in de experimentele rockband Maische voordat hij tekende bij het platenlabel Mego Records als soloartiest. In 1995 bracht hij zijn eerste ep uit, en experimenteerde hierbij met een elektroakoestische muziekstijl.
In 1997 bracht Fennesz zijn debuutalbum uit, genaamd Hotel paral.lel, waarbij een duidelijke richting naar muziekproductie op de laptop te horen was. In de jaren hierna werkte hij samen met andere artiesten, zoals David Sylvian, Keith Rowe en Ryuichi Sakamoto, en bracht diverse albums uit.
In 2011 verscheen Fennesz op de live-concertfilm The Norwegian National Opera van het Noorse muziek-ensemble Ulver. In 2015 werkte hij samen met de Britse muziekgroep King Midas Sound op het album Editions.

## Discografie

### Studioalbums
- Hotel Paral.lel (1997)
- Plus Forty Seven Degrees 56' 37" Minus Sixteen Degrees 51' 08" (1999)
- Endless Summer (2001)
- Venice (2004)
- Black Sea (2008)
- Bécs (2014)
- Agora (2019)

### Samenwerkingen
- "Cloud" met Keith Rowe, Toshimaru Nakamura en Oren Ambarchi (2005)
- "Cendre" met Sakamoto (2007)
- "In the Fishtank 15" met Sparklehorse (2009)
- "Knoxville" met David Daniell en Tony Buck (2010)
- "Remiksz" met Stefan Goldmann (2010)
- "Flumina" met Ryuichi Sakamoto (2011)
- "Edition 1" met King Midas Sound (2015)
- "AirEffect" met OZmotic (2015)
- "It's Hard For Me To Say I'm Sorry" met Jim O'Rourke (2016)

### Compilaties
- Field Recordings: 1995–2002 (2002)
- Szampler (2010)

### Live opnamen
- "Live at Revolver, Melbourne" live ep (2000)
- "Live at the LU" met Keith Rowe (2004)
- "Sala Santa Cecilia" live ep met Ryuichi Sakamoto (2005)
- "Live in Japan" (cd uit 2003, lp uit 2005)
- "Live @ The V. Sessions" streaming video recording (2009)
- "Mahler Remixed" (2014) – alleen te downloaden via Bandcamp

### Soundtracks
- Beyond the Ocean (1999)
- Gelbe Kirschen (2000), geregisseerd door Leopold Lummerstorfer
- Blue Moon (2002), geschreven en geregisseerd door Andrea Maria Dusl
- Platform#09 Chicago (2005) geregisseerd door Cedrick Eymenier
- Film ist. a girl & a gun (2009), geregisseerd door Gustav Deutsch
- AUN: The Beginning and the End of All Things (2012)